# ケンダル・ジェンナー
ケンダル・ニコール・ジェンナー（Kendall Nicole Jenner 、1995年11月3日 - ）は、アメリカ合衆国の女性ファッションモデル、テレビタレント、女優。E!のリアリティ番組「カーダシアン家のお騒がせセレブライフ」への出演で知られるようになったジェンナーは、「Instagirl時代」（「ヴォーグ」）と呼ばれるムーブメント、または「ソーシャルメディア・モデリング」（「ハーパーズ バザー）のモデルとみなされている。
商業印刷広告キャンペーンや写真撮影で働いた後、2014年と2015年にニューヨーク、ミラノ、パリのファッションウィークでハイファッションブランドのランウェイに登場し、ブレイクを果たした。ジェンナーは、「ラブ」や様々な国の「ヴォーグ」の表紙を飾り、ヴィクトリアズ・シークレットのショーに出演し、エスティローダーのマルチメディア広告キャンペーンのブランド大使を務めている。経済誌「フォーブス」の2015年のトップモデルリストに16位で初登場し、年間収入は400万ドルと推定される。2016年には、年間収入1000万ドルで3位にランクインした。2017年4月時点で、彼女はInstagramで最も有名な上位15名の1人である。

## 生い立ちと家族
ジェンナーは、カリフォルニア州ロサンゼルスで、オリンピックの十種競技金メダリストのブルース・ジェンナー（2015年に性転換し、ケイトリン・ジェンナーに改名）とテレビタレントのクリス・ジェンナーの最初の子供として誕生。ジェンナーのミドルネームは、母親の親友であるニコール・ブラウン・シンプソンから付けられたもので、母親がジェンナーを宿す直前に彼女は死亡している。
ジェンナーは、妹カイリーを含む8人兄弟姉妹とステップファミリーで育った
ケイトリンの最初の妻であるクリスティー・クラウンオーバーの子供バートン、ケーシー・リン・ジェンナー。ケイトリンとリンダ・トンプソンの子供であるインディーポップ歌手のブランドン、「The Hills」の俳優サム・ブロディ・ジェンナー。母親クリス・ジェンナーとロバート・カーダシアンの子供でリアリティ番組の有名人コートニー、キム、クロエ、ロブ。
ジェンナーは、ロサンゼルス西部にあるカラバサスで兄弟たちと一緒に育てられた。ジェンナーはモデル業の為に、ホームスクールに切り替えるまで、シエラ・キャニオン・スクールに通っていた。2014年に卒業した。

## モデルとしての経歴

### 2009年 - 2013年：初期の経歴
2009年7月12日、14歳でウィルヘルミーナ・モデルズと契約。宣伝写真はニック・サグリンベニが手掛けた。ジェンナーの最初のモデルとしての仕事は、2009年12月と2010年1月にFOREVER 21が行った「Rocker Babes with a Twist」キャンペーンだった。2010年4月19日に、「ティーン・ヴォーグ」のスナップショットに登場。2011年9月、メルセデスベンツ・コレクションでシェリー・ヒルのランウェイに登場。2012年末までに、「アメリカン・チアリーダー」、「ティーン・プロム」、「ルックス」、「レイン」、「ジェンラックス」、「ラブキャット」、「フレーバー」などの雑誌に登場。加えて、ホワイト・サンド・オーストラリア、リーア・マッデン、アグア・ベンディタのキャンペーンに起用された。
2012年11月、ヴィクトリアズ・シークレットの写真家ラッセル・ジェイムスと共同で、編集プロジェクトを行った。2013年から2014年にかけて、彼らは「Kurv」、オーストラリア版「ミス・ヴォーグ」、中東版「ハーパーズ バザー」に登場。ジェンナーは、ジェイムスの写真展「Nomad Two Worlds: Australia」にも登場。シドニー、ロサンゼルスで本が出版された。ハイファッションへの方向転換の為、2013年11月21日にザ・ソサエティ・マネージメントと契約した。

### 2014年 - 現在
ソサエティ・マネージメントと契約後の最初の仕事は、マーク・ジェイコブス、ジャイルズ・ディーコン、ジバンシィ 、シャネル、ダナ・キャラン、ダイアン・フォン・ファステンバーグ、トミーヒルフィガー、フェンディ、ポート1961、ボッテガ・ヴェネタ、エミリオ・プッチ、ドルチェ&ガッバーナ、ソニア・リキエル、バルマンのランウェイだった。2014年にシャネルの2つの広報イベントに参加した。1つは、フェミニスト集会をテーマにしたジゼル・ブンチェンとカーラ・デルヴィーニュのイベント、もう1つはメティエダ－ルのイベントである。ジェンナーは、「Interview」、「ラブ」
、「ティーン・ヴォーグ」の表紙とエディトリアルに登場。「ラブ」のアドベントカレンダーに起用された。2014年11月、エスティローダーの広告塔になった。ジェンナーは、「ラブ」の編集長ケイティ・グランドによって「シーズンのイット・ガール」と称賛された。
2015年に、シャネル
、アレキサンダー・ワン、ダイアン・フォン・ファステンバーグ、ダナ・キャラン、ヴェラ・ウォン、マイケル・コース、マーク・ジェイコブス、オスカー・デ・ラ・レンタ、ジャイルズ・ディーコン、フェンディ、N°21,、H&M、バルマン、ジバンシィ、エリー・サーブ、ポート1961のランウェイに出演。バルマン × H&Mのキャンペーンに登場し、ヴィクトリアズ・シークレット・ファッションショーに出演。インドネシア版「Marie claire」、「ハーパーズ バザー」、「GQ」、「ヴォーグ・チャイナ」、「ラブ」 、日本・フランス・アメリカ版の「ヴォーグ」に登場。マーク・ジェイコブス、カール・ラガーフェルド、フェンディ 、バルマン 、エスティローダーの宣伝 、投票人登録を促す政治キャンペーンロック・ザ・ボウト/インデペンデント・ジャーナル・レビュー、「ラブ」のアドベントカレンダーに起用された。ジェンナーは3月にカルバン・クライン、4月にペンショップと契約を結んだ。

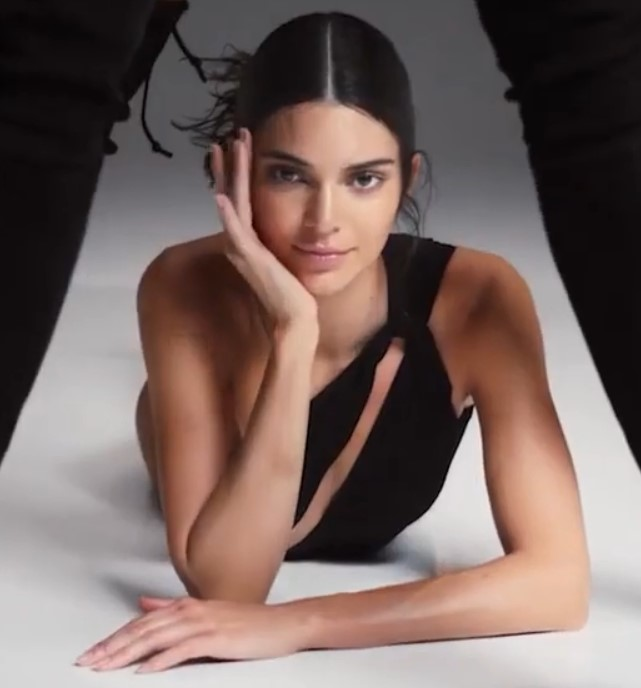
2019年のケンダル・ジェンナー

2016年、ジェンナーとカーラ・デルヴィーニュはマダム・タッソー館のロンドン・ファッションウィーク・エクスペリエンスのイベントで蝋人形として再現された。ジェンナーはシャネル、ダイアン・フォン・ファステンバーグ、ヴェラ・ウォン、マイケル・コース、マーク・ジェイコブス、フェンディ、ヴェルサーチ、ボッテガ・ヴェネタ、バルマン、ディオール、エスティローダー、ミュウミュウ.のランウェイに登場。加えて、ブラジル版「ヴォーグ」、「W コリア」、「ラブ」、「ヴァニティ・フェア」、「V」、「セルフサービス」、「ハーパーズ バザー」の表紙などに登場。マンゴー、CPSチャップス、カルバン・クライン、ロック・ザ・ボウト/インデペンデント・ジャーナル・レビュー、デニブラブなどの宣伝に出演。4月に、チリの小売チェーンParísと契約したことを発表した。

## その他の経歴

### 演技とリアリティ番組

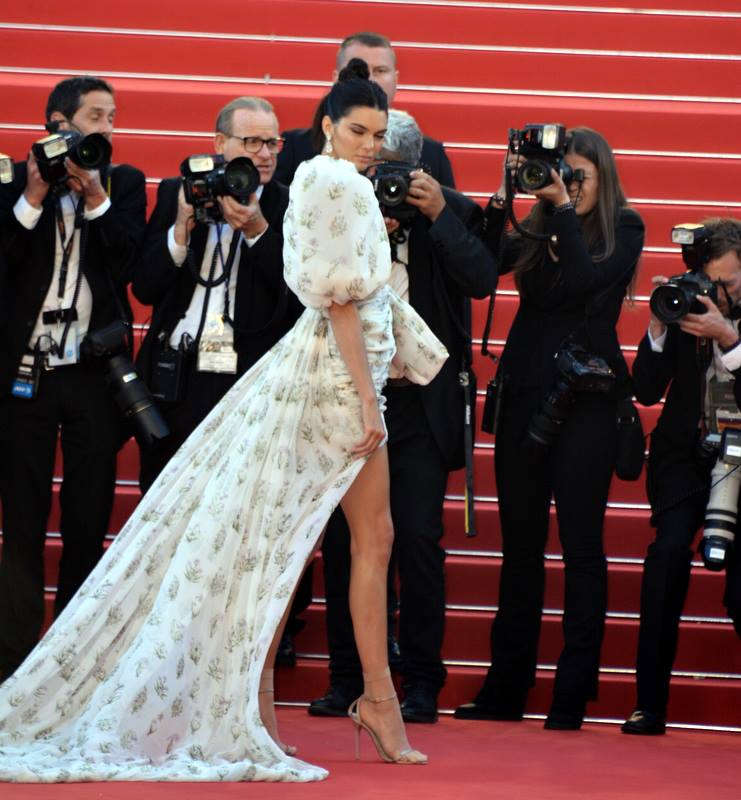
ケンダル・ジェンナー、第70回カンヌ国際映画祭にて

2007年から彼女のステップファミリーに密着したE!のリアリティ番組「カーダシアン家のお騒がせセレブライフ」に助演で出演している。それに関連するスピンオフ「コートニー・アンド・キム・テイク・マイアミ」、「コートニー・アンド・キム・テイク・ニューヨーク」、「クロエ・アンド・ラマー」にも出演している。2010年、ボーイ・バンドワン・コールの「ブラックライト」のミュージック・ビデオに、アシュレイ・ベンソンとケヴィン・マクヘイルと共に出演。2012年、テレビドラマ「Hawaii Five-0」の第3シーズン第6話「ある一日」にAJ役で出演。2014年、「ANNOYING ORANGE アノーイングオレンジの胸やけ気味な大冒険」の第2シーズン第23話「"Shakesparagus Speare」にストロベリー役で声優として出演。2014年、パーティーネクストドアの「レコグナイズfeat.ドレイク」のミュージック・ビデオに出演。
2018年公開の映画「オーシャンズ8」にカメオ出演。

### 執筆業
雑誌「Seventeen」に、カイリーと共に2011年のスタイル・スターとして特集され、雑誌の「スタイル大使」に選ばれた。2014年、ジェンナー姉妹の共著で小説「レベルス:シティ・オブ・インドラ」を発表。この本のゴーストライターはマヤ・スローン。2016年5月24日、この小説の続編として「Time of The Twins」を制作したことを発表。同年11月15日に発売された。

## パブリックイメージ
2014年4月9日、雑誌「ピープル」が選ぶ世界で最も美しい50人のうちの1人に選ばれた。「タイム」が選ぶ最も影響力のある10代30人には、2014年と2015年 に姉妹で選ばれている。2014年12月16日、Googleで世界で2番目に多く検索されたモデルになった。2015年4月末、雑誌「FHM」が選ぶ世界で最もセクシーな女性100人に2位で初登場した。Tumblrで2015年に最も人気のあるモデルとなった。

### 2017年のペプシの広告
ジェンナーは、2017年4月に「ライブ・フォー・ナウ（Live for Now）」というペプシコーラのコマーシャルに主演した後、世間の厳しい目に晒された。コマーシャルは、彼女が警察官と抗議者との間に平和を作るためにペプシコーラを使用するという内容である。この広告は、ブラック・ライヴズ・マター運動からイメージを借りたもので、特にアフリカ系アメリカ人に影響を及ぼすような、警察の残虐行為を軽視したことで批判された。ペプシは1日以内に広告を取りやめ、ジェンナーに「このポジションに彼女を置いた」ことを謝罪した。伝えられるところによれば彼女は広告で「打ちのめされた」が、しかし彼女は「広告が公開される前に広告を承認する権利を持っていた」と述べた。同じ情報源によると、ジェンナーとペプシとの契約は、この出来事についてコメントすることを禁止した。

## 私生活

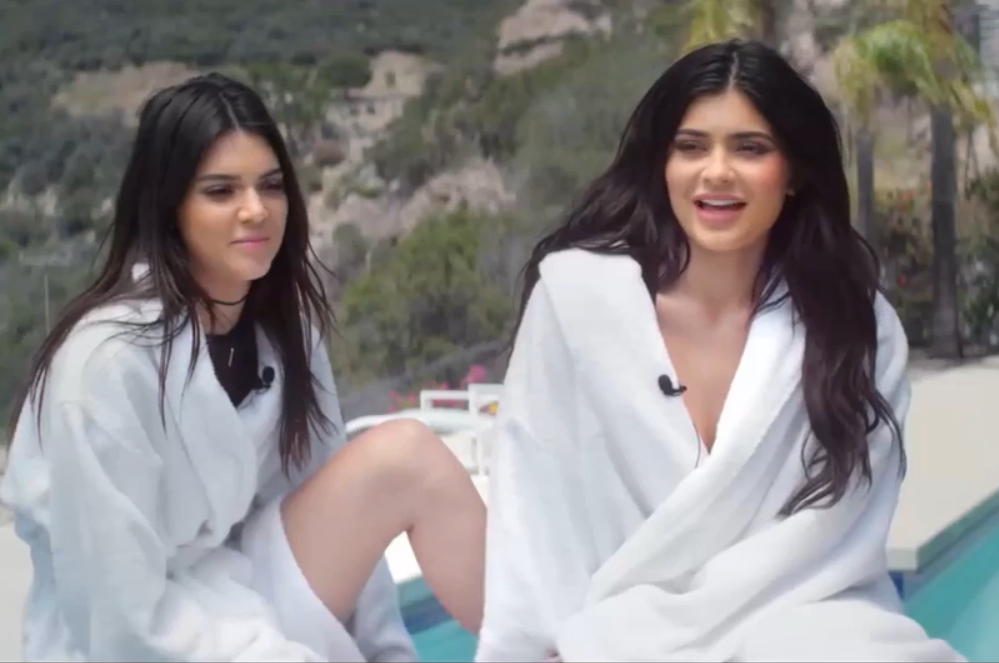
ジェンナー（左）と妹のカイリー（右）

妹のカイリー・ジェンナーとともに私立校シエラキャニオン（Sierra Canyon School）に通いチアリーダーとして活動。愛車は16歳の誕生日に家族からプレゼントされたレンジローバー（9万ドル：約700万円）。この車は2014年にもアイドルグループ「ワン・ダイレクション」のハリー・スタイルズとの色恋沙汰に伴い話題とされている。姉妹で出演・制作したケイティ・ペリーのリップシンクビデオも100万回以上YouTubeで再生されている。